# Леонидас Вулциадис
Леонидас Вулциадис (на гръцки: Λεωνίδας Βουλτσιάδης) е македонски гъркоманин, деец на Гръцката въоръжена пропаганда в Македония от ІІІ ред.

## Биография
Роден е в 1875 година в смесената българо-гъркоманска паланка Просечен, която тогава е в Османската империя, днес Просоцани, Гърция. Присъединява се към Гръцката въоръжена пропаганда в Македония и става агент от трети ред. В къщата му за една година живее като учител Константинос Даис в 1905 година под псевдонима Стратис Спинаридис. През октомври 1908 година Вулциадис е заловен от турците и е затворен в затвора в Драма заедно с 12 други просеченци. В периода 1916–1918 година бяга във Волос. След 1918 година става търговец на тютюн.
Умира на 62 години в 1937 година.